# Deir el-Sitt Damiana (Sohag)

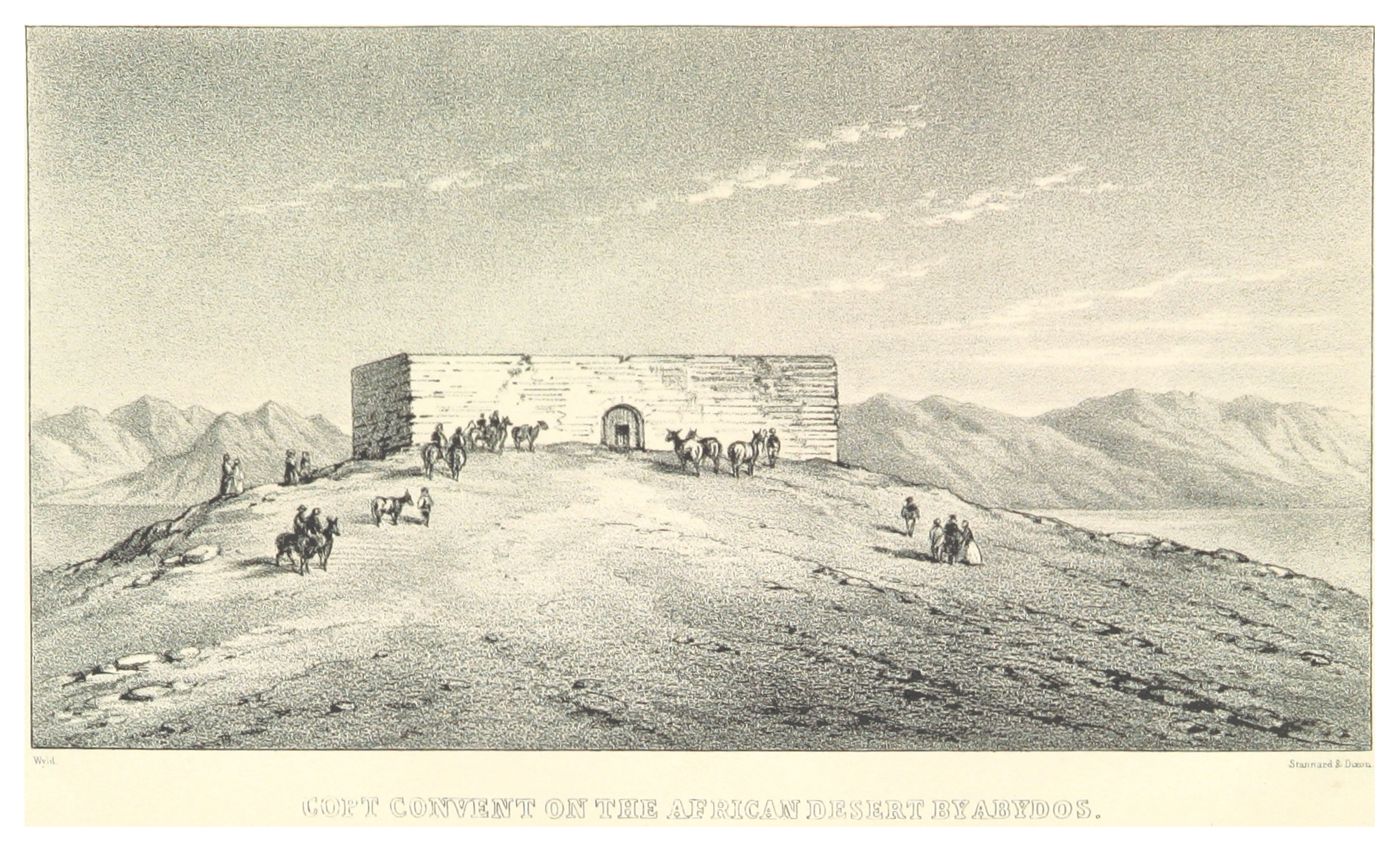
Ansicht des Klosters um 1850

Deir el-Sitt Damiana („Kloster der Herrin Damiana“ oder „Damiana-Kloster“) auch Deir el-Anba Moussa („Kloster des Vaters Moses“) genannt, ist ein koptisches Kloster etwa 2 km nordöstlich der antiken Stadt Abydos in Ägypten. Es befindet sich im heute gleichnamigen Dorf innerhalb einer frühdynastischen Ziegelumwallung westlich von Kom el-Sultan.
Die Gründung des Stifts soll bis ins 7. Jahrhundert zurückreichen. Die Kirche des Klosters wurde 1590 erbaut und ist in drei Schiffe mit je sieben Rundbögen unterteilt. Die linken drei Bögen sind der koptischen Heiligen Damiana geweiht und die rechten vier Bögen Apa Moses, der im 5. Jahrhundert das Heidentum in Abydos endgültig beendet haben soll. Für beide Heilige gibt es in der Kirche jeweils einen eigenen Haikal (Altarraum) und ein Taufbecken. Eine weitere Kirche, die architektonisch mit ihrem Vorgängerbau verschmolz, wurde um 1932 von Bischof Peter von Mansura gegründet. 
Am 7. Mai 1975 konvertierte Schenuda III., Patriarch von Alexandrien und der Papst der Koptischen Kirche, Deir el-Sitt Damiana in ein Nonnenkloster um. Bis heute finden Pilgerfahrten dorthin statt. Das Damiana-Kloster von Abydos ist allerdings nicht so stark frequentiert wie sein Gegenstück im Nildelta nahe der Stadt von Alexandrien.